# Hassan Slaby
 (janvier 2019).
Si vous disposez d'ouvrages ou d'articles de référence ou si vous connaissez des sites web de qualité traitant du thème abordé ici, merci de compléter l'article en donnant les références utiles à sa vérifiabilité et en les liant à la section « Notes et références ».
Hassan Slaby, né le 13 novembre 1986 à Amsterdam, est un acteur néerlandais, d'origine marocaine.

## Filmographie

### Cinéma
- 2011 : Razend (nl) : Svens, ami de Hakim
- 2012 : Kansloos : Le garçon à vélo
- 2014 : The decision : Karim
- 2015 : SpangaS in actie (nl) : Eman Loukili
- 2016 : Rokjesdag (nl) : Farid
- 2018 : Superjuffie (nl) : Le concierge Hakim

### Téléfilms
- 2010-2017 : SpangaS : Eman Loukili
- 2013 : Aaf (nl) : Farouk
- 2016 : Project Orpheus : L'ami d'Amira
- 2017 : Sint & Co : Pretpiet
- 2017 : Gebroeders S. : Ali
- 2017-2018 : Papadag (nl) : Bouzian Idrissi alias DJ Booz